# Scheiße

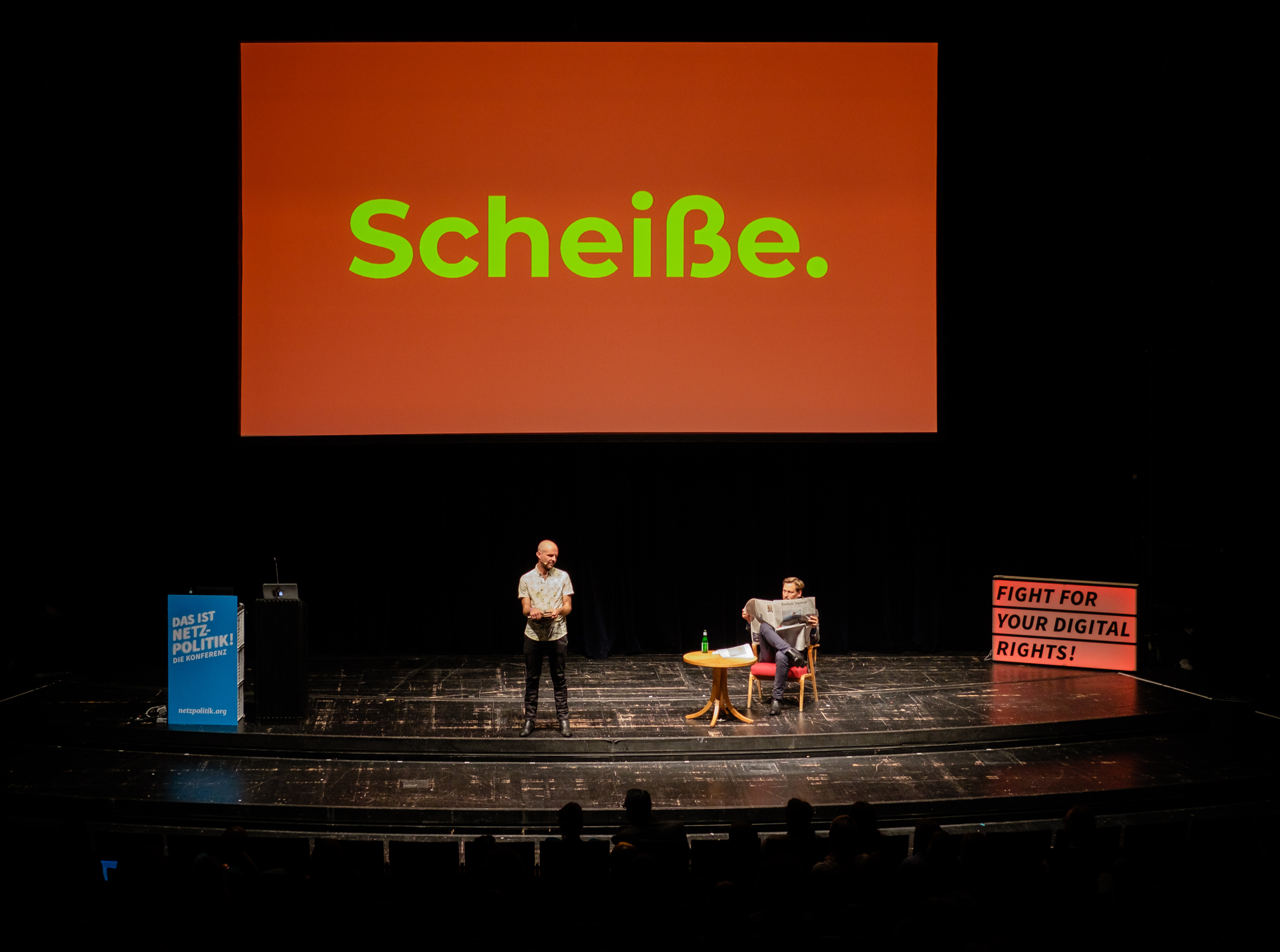
„Scheiße.“ als Schlagwort in einer Präsentation (2019)

Die Scheiße (wie mittelhochdeutsch schīʒe, ‚Durchfall‘, zu schīʒen ‚ausscheiden‘, ‚Stuhlgang haben‘; verwandt mit neuhochdeutsch scheiden, mittelniederdeutsch schiten, englisch shite, norditalienisch schito, ‚Mist‘, und altfranzösisch eschiter ‚besudeln‘), auch der Scheiß oder der Schiss, ist eine vulgäre Bezeichnung für Kot von Mensch und Tier sowie derb umgangssprachlich für ein als unangenehm empfundenes Ereignis. Der Duden, der den Begriff 1934 aufnahm, definiert Scheiße auch als derb abwertend für „etwas sehr Schlechtes, Unerfreuliches, Ärgerliches“. Das Wort ist als Fluchwort Bestandteil von Wendungen, Redensarten und Sprichwörtern.

## Wortherkunft und -geschichte
Der Begriff ist im gesamten deutschen Sprachraum verbreitet und wird als Substantiv sowie als Interjektion, als Adverb oder Adjektiv benutzt. Ferner gibt es die Worterweiterung Scheiß- als Präfix, der in Bildungen mit Substantiven oder Adjektiven ausdrückt, „dass jemand oder etwas als schlecht, miserabel, verabscheuenswürdig angesehen wird“.
Das Wort Scheiße dient häufig als Ausruf bei aufgetretenen Schwierigkeiten und Missgeschicken oder als Fluch zum Ausdruck der Frustration und der Verärgerung. Für den Begriff Scheiße, oder das dazugehörige Verb scheißen, besteht im Deutschen eine wortgeschlechtliche Verwandtschaft zu den Wörtern schneiden, scheiden, daher auch Ausscheidung. Der Begriff geht darüber hinaus auf das indogermanische Wort *skei-d = „spalten“, „trennen“ zurück.

Das Verb scheißen bezeichnet – heute als derb empfunden – die Entleerung des Darms und stammt vom althochdeutschen biskīʒan, mittelhochdeutsch schīʒen. In den germanischen Sprachen ist das Wort an eine Dentalerweiterung zu ie. *skē̌id- der  Wurzel ie. *skē̌i- ‚schneiden, trennen, scheiden‘ anzuschließen. Die ursprüngliche Bedeutung lautete ‚sich teilen, zerfließen‘. Das Substantiv Scheiße wird in modernerer Zeit häufiger als das Verb als verbreiteter Kraftausdruck der Umgangssprache für alles, was als misslich empfunden wird, verwendet. So entwickelte sich aus dem spätmhd. schīʒe die Bedeutung ‚Durchfall‘. Das Deutsche Wörterbuch der Brüder Grimm nannte etwa als Hauptbedeutung: 

„in älterer sprache vorwiegend und ohne vulgären klang im sinne von durchfall: diarrhoea, die schisse […]; der die scheisz hat […]; so noch mundartlich […]; da mancher die scheisz und ruhr an den halsz gefressen. […].“

Das aus dem Niederdeutschen aufgenommene und als weniger derb angesehene Schiet, Schiete, auch allgemein für ‚Dreck, Schmutz‘ sowie für ‚eine unangenehme Sache‘ stehend wurde ebenso etabliert. Seit dem 18. Jahrhundert wurde etwa Scheißkerl als Scheltwort für ‚kraftloser, mutloser, feiger Mensch‘ bezeichnet. Weitere Wortbildungen waren im 16. Jahrhundert Schiß für ‚das Scheißen, Blähung‘, im 19. Jahrhundert aber auch für ‚Angst‘. Ein Anschiss bezeichnete ab 1800 eine ‚grobe Zurechtweisung, Tadel‘. Das Verb bescheißen bezeichnete bereits im 11. Jahrhundert neben ‚mit Kot verunreinigen‘ auch ‚betrügen‘. In der Studentensprache wurde der Verschiß für ‚Verruf, Missachtung‘ im 18. Jahrhundert etabliert. Daran anknüpfend wird in derber Umgangssprache verschissen in der Wendung „es verschissen haben“ im 20. Jahrhundert in der Bedeutung ‚es mit jmdm. verdorben haben, jmds. Gunst verloren haben‘ verwendet.
In der Umgangssprache wird das derbe „Scheiße“ gelegentlich durch Hüllwörter mit gleicher Anfangssilbe ersetzt, wie etwa „Scheibenkleister“ oder „Scheibenhonig“. Die Verwendung regionalsprachlicher Ausdrücke mit gleicher Bedeutung, z. B. „Schiet(e)“ (Niederdeutsch) oder „Driss“ (Ripuarisch) erfüllt mitunter einen ähnlichen Zweck. „Schiet-“ wird wie sein hochdeutsches Pendant auch als Präfix verwendet; so ist das norddeutsche Schietwetter zwar auch kein Sonnenschein, gehört in Form von Nieselregen aber eher zur Landschaft.
Auch in den meisten anderen europäischen Sprachen werden die entsprechenden Begriffe in ähnlicher Bedeutung wie im Deutschen verwendet, z. B. frz. merde. Das englische shit findet mittlerweile als Anglizismus im deutschen Sprachraum regelmäßig Verwendung (vgl. etwa shit happens, Shitstorm). Das häufig synonym ebenso derb umgangssprachlich gebrauchte Wort Kacke (spätmittelhochdeutsch von kacken) ist ein Lallwort aus der Kindersprache (Kaka) und verwandt mit dem gleichbedeutenden lat. cacare.